# Contea di Shuicheng
La contea di Shuicheng (水城县S, Shuǐchéng XiànP) è una contea della Cina, situata nella provincia del Guizhou e amministrata dalla prefettura di Liupanshui.